# Dzon Delarge
Dzon Delarge (Brazzaville, 28 giugno 1990) è un calciatore congolese (Repubblica del Congo), attaccante svincolato.

## Palmarès

### Club

#### Competizioni nazionali
- Campionato azero: 1

Qarabağ: 2018-2019